# Battaglia di Kamenec-Podol'skij
La Battaglia di Kamenec-Podol'skij (in tedesco Kesselschlacht von Kamenez-Podolski) fu la fase finale dei combattimenti della grande offensiva Proskurov-Černovcy, sferrata dall'Armata Rossa il 4 marzo 1944 per liberare l'Ucraina occidentale, durante la seconda guerra mondiale sul Fronte Orientale. 
Le armate corazzate sovietiche del 1º Fronte ucraino del maresciallo Georgij Žukov raggiunsero inizialmente brillanti vittorie e avanzarono in profondità raggiungendo il 29 marzo il centro strategico di Černovcy sul fiume Dnestr; in questo modo accerchiarono nella regione di Kamenec-Podol'skij, in collaborazione con le forze del 2º Fronte ucraino del maresciallo Ivan Konev, l'intera 1. Panzerarmee tedesca con oltre venti divisioni, al comando del generale Hans-Valentin Hube.
Nonostante la situazione apparentemente disperata, il feldmaresciallo Erich von Manstein e poi il feldmaresciallo Walter Model, riuscirono ad evitare la distruzione delle divisioni accerchiate che ripiegarono verso ovest fino a rientrare in contatto, dopo una drammatica marcia per quasi duecento chilometri, con il fronte principale tedesco stabilito sui Carpazi dopo l'abbandono di tutta l'Ucraina occidentale.
Per l'alto comando sovietico la battaglia di Kamenec-Podol'skij e la mancata distruzione totale delle truppe tedesche accerchiate fu una delusione, ma dal punto di vista strategico generale la campagna dell'inverno-primavera 1944 si concluse ugualmente con una decisiva vittoria dell'Armata Rossa che completò la liberazione dell'intera Ucraina della riva destra del Dnepr, e indebolì in modo irreversibile le forze della Wehrmacht.

## Storia

### L'offensiva sovietica del marzo 1944
Dopo la drammatica battaglia di Korsun' che si era conclusa con una sanguinosa vittoria sovietica, Stalin e lo Stavka avevano deciso di riprendere al più presto l'offensiva generale dell'inverno 1943-44 nel settore meridionale del Fronte orientale per non dare tregua ai tedeschi, nonostante le pesanti perdite subite anche dall'Armata Rossa e le difficoltà climatiche dell'imminente disgelo, la cosiddetta Rasputiza, che avrebbe inondato di fango campi e strade dell'Ucraina occidentale. 

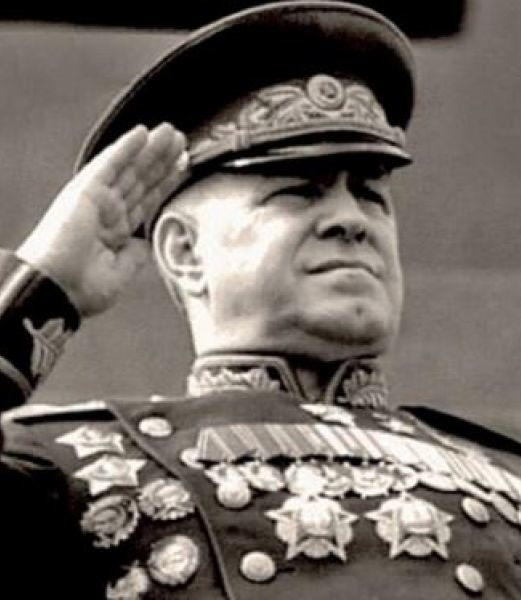
Il maresciallo Georgij Žukov, comandante del 1º Fronte ucraino.

Il 18 febbraio 1944 Stalin aveva diramato le nuove direttive per il 1º Fronte ucraino del generale Nikolaj Vatutin e per il 2º Fronte ucraino del maresciallo Ivan Konev; i nuovi ordini prevedevano di impegnare tutte e sei le armate corazzate dell'Armata Rossa in un'offensiva combinata, e raggiungere almeno la linea del fiume Dnestr. Il 4 marzo 1944 il 1° Fronte ucraino, passato al comando diretto del maresciallo Georgij Žukov dopo l'uccisione del generale Vatutin in un agguato di nazionalisti ucraini, aveva attaccato per primo, sfondando completamente il fronte tedesco del Gruppo d'armate Sud del feldmaresciallo Erich von Manstein, e avanzando in profondità fino a intercettare la linea ferroviaria Leopoli-Odessa.
Il feldmaresciallo von Manstein cercò di controllare la situazione trasferendo d'urgenza in aiuto della 4. Panzerarmee del generale Erhard Raus, che era stata attaccata, alcune Panzerdivision del 3º Panzerkorps del generale Hermann Breith e del 48º Panzerkorps del generale Hermann Balck che riuscirono a frenare la spinta sovietica, coprendo a nord-ovest Ternopol e a sud-est Proskurov, e contrattaccando le unità corazzate sovietiche della 3ª Armata corazzata delle guardie del generale Pavel Rybalko e della 4ª Armata corazzata del generale Dmitrij Leljušenko, che avanzavano rapidamente verso sud. Per alcuni giorni si susseguirono violenti scontri tra le Panzerdivision e i carri armati sovietici che vennero rallentati e in parte fermati, anche se alcuni reparti continuarono a guadagnare terreno a sud della linea ferroviaria. La precaria stabilizzazione raggiunta dai tedeschi a partire dall'11 marzo tra Ternopol e Proskurov venne però subito messa in pericolo dal crollo del fronte della 8. Armee del generale Otto Wöhler che, schierato più a sud, era stata molto indebolito dal trasferimento delle riserve corazzate alla 4. Panzerarmee e alla 1. Panzerarmee del generale Hans-Valentin Hube.
Il 5 marzo 1944 infatti il maresciallo Konev diede inizio alla massiccia offensiva del 2° Fronte ucraino e ottenne subito un successo totale; il fronte tedesco venne sfondato e le sue tre armate corazzate avanzarono a grande velocità raggiungendo e conquistando il 10 marzo, nonostante l'accanita resistenza tedesca, il grande centro logistico di Uman' e il nodo ferroviario di Christinovka. I carri armati del maresciallo Konev quindi non trovarono più forte opposizione e diedero inizio alla famosa "marcia nel fango" che in pochissimi giorni li portò a superare il fiume Bug e raggiungere e attraversare anche il Dnestr, il 17-18 marzo, costituendo una importante testa di ponte a Mogilëv-Podol'skij.
Il 21 marzo 1944 il maresciallo Žukov riprese con la massima energia la sua offensiva, dopo aver portato avanti ulteriori riserve corazzate; l'attacco principale venne sferrato dalla 1ª Armata corazzata  del generale Michail Efimovič Katukov e dalla 4ª Armata corazzata del generale Leljušenko, rinforzate da tre armate di fucilieri; nonostante le crescenti difficoltà di movimento a causa del fango, i carri armati riuscirono ad avanzare in profondità. I piani del maresciallo Žukov, confermati dallo Stavka, prevedevano come obiettivo principale il grande centro strategico di Černovcy, mentre le armate sul fianco sinistro avrebbero puntato su Kamenec-Podol'skij per coordinare le operazioni del 1° Fronte ucraino con l'avanzata del fronte del maresciallo Konev. L'avanzata sovietica divenne rapidamente incontrollabile per i tedeschi; in particolare la 1ª Armata corazzata superò il 24 marzo il Dnestr a Zaleščiki e liberò la citta di Kolomyja; dopo aver superato il fiume, la brigata corazzata di punta continuò subito ancora più a sud e il 29 marzo 1944 raggiunse il Prut; il fiume venne attraversato a guardo e subito dopo i carristi sovietici liberarono Černovcy, ottenendo in questo modo un successo strategico importantissimo.

### Accerchiamento a Kamenec-Podol'skij

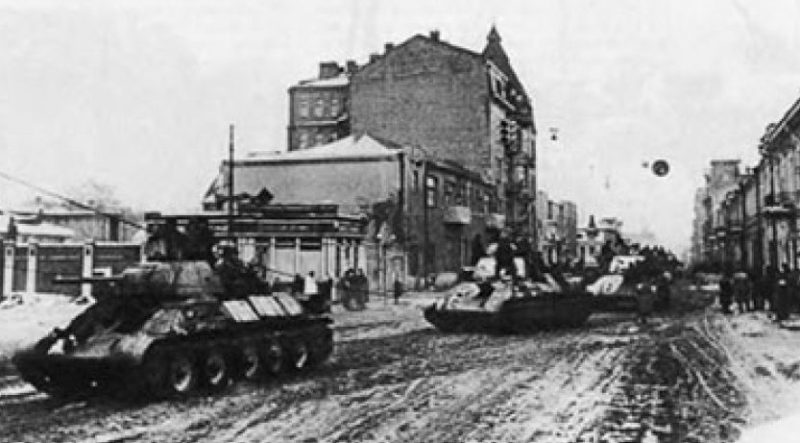
Colonna di carri armati T-34 sovietici dentro Proskurov.

Mentre le armate al centro del 1° Fronte ucraino avanzavano quasi inarrestabili, prima fino al Dnestr e poi oltre il Prut, le armate del fianco sinistro del maresciallo Žukov avevano ripreso gli attacchi verso Proskurov che venne liberata il 25 marzo; la 4ª Armata corazzata del generale Leljušenko invece puntava su Kamenec-Podol'skij che venne raggiunta con successo il 26 marzo 1944. In questo modo la 1. Panzerarmee del generale Hube, in cui erano concentrate la maggior parte delle Panzerdivision più efficienti, rischiava di essere tagliata fuori completamente tra il Bug e il Dnestr. La situazione tedesca era ancora più difficile perché il maresciallo Konev, mentre raggiungeva con la "marcia del fango" il Dnestr e girava verso sud con parte delle sue armate per collaborare, secondo le direttive di Stalin, con il 3º Fronte ucraino del generale Rodion Malinovskij che avanzava su Odessa, aveva inviato il 51º Corpo di fucilieri della 40ª Armata verso ovest in direzione di Chotin per sbarrare la strada ad un eventuale sortita della 1. Panzeramree verso sud e contribuire alla chiusura definitiva della sacca intorno alle divisioni tedesche. 
Il 28 marzo 1944 tre divisioni sovietiche del 51º Corpo fucilieri raggiunsero e liberarono Chotin tagliando la strada per il Prut; la sacca sembrava quindi chiusa e la 1. Panzerarmee in trappola tra le città di Černovcy, Dunaevcy, Studenica e Kamenec-Podol'skij; il maresciallo Žukov sembrava in grado di ottenere una vittoria decisiva distruggendo le migliori formazioni della Wehrmacht all'est; egli schierava a est della sacca la 18ª Armata e la 38ª Armata che erano avanzate dopo aver liberato Vinnica, Žmerinka e Chmel'nickij, a nord si trovava la 1ª Armata della Guardia, a ovest la 4ª Armata corazzata rinforzata dal 30º Corpo fucilieri, e a sud il 51º Corpo della 40ª Armata del fronte del maresciallo Konev. Le altre armate del 1° Fronte ucraino coprivano le spalle delle forze sovietiche intorno alla sacca; il maresciallo Žukov aveva schierato la 60ª Armata e la 13ª Armata a copertura del fronte ovest contro la 4. Panzerarmee, in direzione di Marijampol' e Ternopol', mentre la 1ª Armata corazzata del generale Katukov dopo la brillante avanzata si trovava tra Stanislav e Storožinec. 

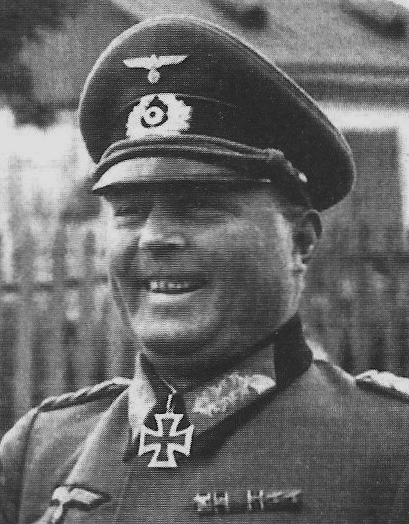
Il generale Hans-Valentin Hube, comandante della 1. Panzerarmee, accerchiata nella sacca di Kamenec-Podol'skij.

In realtà il blocco organizzato in fretta dal maresciallo Žukov intorno alla 1. Panzerarmee del generale Hube non era completamente impenetrabile; in particolare la 4ª Armata corazzata era rimasta a Kamenec-Podol'skij, dopo la lunga avanzata, con solo sessanta carri armati ed era anche gravemente carente di carburante e munizioni; inoltre tra il fronte della 4ª Armata corazzata e quello della 1ª Armata della Guardia era rimasto un varco di quasi venti chilometri che non era coperto dalle truppe sovietiche. La 3ª Armata corazzata della Guardia, completamente logorata, era stata ritirata nelle riserve. Dopo le vittorie e le audaci avanzate le forze sovietiche erano in parte esaurite e il sostegno logistico era divenuto precario; le condizioni delle strade ostacolarono il rapido rafforzamento dell'anello di accerchiamento; inoltre le forze aeree, a causa del maltempo, non poterono fornire il necessario sostegno, mentre insufficiente fu la raccolta di informazioni sui movimenti tedeschi; gli alti comandi, rimasti indietro rispetto alle unità di testa, non riuscirono a controllare rigidamente la situazione tattica.
Fin dal 23 marzo il feldmaresciallo von Manstein era pienamente consapevole della gravità della situazione operativa del Gruppo d'armate Sud; la 1. Panzerarmee del generale Hube era già praticamente accerchiata tra il Bug e il Dnestr e rischiava una catastrofe come a Stalingrado; i rifornimenti per le truppe erano possibili solo per mezzo di rifornimenti aerei resi particolarmnte difficili dalle avverse condizioni climatiche. Il comandante tedesco riteneva che in caso di disfatta totale con distruzione delle forze accerchiate sarebbe stato impossibile consolidare il Fronte orientale e impedire l'irruzione definitiva dell'Armata Rossa nel cuore dell'Europa. Il generale Hans Hube, comandante della 1. Panzerarmee, era un ufficiale esperto e combattivo, veterano della battaglia di Stalingrado, dove aveva già sperimentato l'esperienza drammatica dell'accerchiamento. Egli aveva preso sotto il suo comando oltre venti divisioni tedesche divise in quattro corpi d'armata, 3º Panzerkorps, 46º Panzerkorps, 24º Panzerkorps e LIX Corpo d'armata di fanteria; si trattava di nove Panzerdivision, tra cui la 1. SS-Panzer-Division "Leibstandarte SS Adolf Hitler" e la 2. SS-Panzer-Division "Das Reich", ridotte in realtà a modesti Kampfgruppe, nove divisioni di fanteria, una divisione motorizzata e numerosi reparti ausiliari. Il generale Hube aveva preso provvedimenti immediati per razionalizzare le modeste riserve di carburante e munizioni, abbandonando tutti i mezzi motorizzati e gli equipaggiamenti non essenziali; in questo modo la 1. Panzerarmee era riuscita a mantenere la possibilità di movimento e a contenere la pressione crescente delle forze sovietiche da tutte le direzioni.

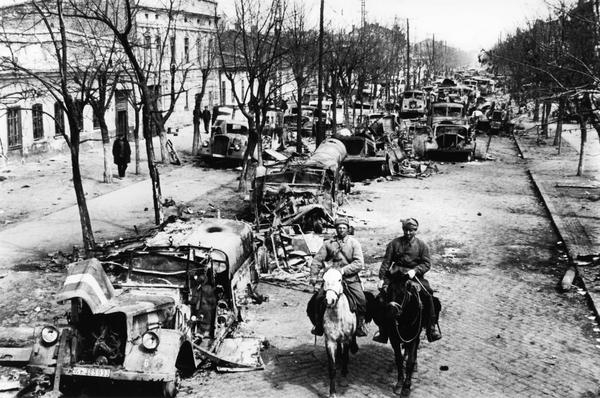
Mezzi motorizzati tedeschi distrutti all'interno di Kamenec-Podol'skij.

Il feldmaresciallo von Manstein riteneva quindi essenziale prendere decisioni urgenti per salvare le truppe e stabilizzare finalmente la situazione operativa, egli riteneva inevitabile, in mancanza dell'arrivo di ingenti rinforzi da occidente, ordinare subito al generale Hube di ripiegare verso ovest per prendere contatto sul Seret con la 4. Panzerarmee. I primi ordini di Adolf Hitler tuttavia come in altre occasioni proibivano ogni ritirata, ordinavano di mantenere le posizioni sul Bug e contemporaneamente contrattaccare per riaprire i collegamenti delle forze del generale Hube. Dopo accese discussioni a distanza con il feldmaresciallo che considerava urgente la ritirata verso ovest, Hitler convocò al Berghof il suo generale per un chiarimento definitivo. L'incontro del 25 marzo 1944 fu particolarmente acceso; Hitler si rifiutò ancora di autorizzare la ritirata verso ovest, mentre il feldmaresciallo von Manstein ribadì che questa manovra era inevitabile e che egli l'avrebbe ordinata comunque oppure avrebbe richiesto di essere sostituito. All'interno della sacca il generale Hube, le cui forze erano sempre più sotto pressione e stavano cedendo terreno a Chotin e a Kamenec-Podol'skij, in realtà consigliava una manovra diversa, e chiedeva l'autorizzazione a ripiegare non verso ovest ma verso sud, dietro il Dnestr, dove si riteneva che le forze sovietiche fossero più deboli. Per motivi strategici il feldmaresciallo von Manstein riteneva che una ritirata verso sud non avrebbe cambiato la situazione e non avrebbe permesso di consolidare il fronte, aprendo le porte della Galizia; il suo servizio informazioni inoltre aveva intercettato le comunicazioni del 1° Fronte ucraino che confermavano che il nemico non si aspettava una sortita verso ovest, ma verso sud dove stava inviando rinforzi. 
Il 26 marzo HItler in un secondo incontro, inaspettatamente autorizzò il feldmaresciallo a eseguire il suo piano di ritirata verso ovest; egli inoltre promise l'arrivo di ingenti rinforzi corazzati dal Fronte occidentale: l'intero II SS-Panzerkorps con due Panzerdivision fresche, sarebbe stato trasferito da Alençon, dove era in attesa dello sbarco alleato, e inviato al Gruppo d'armate Sud. Il feldmaresciallo von Manstein quindi fece ritorno al suo quartier generale di Leopoli e, dopo altre discussioni con il generale Hube che continuava a ritenere troppo rischioso una ritirata a ovest e cercava di ripiegare verso sud, finalmente diede l'ordine esecutivo di ritirata della 1. Panzerarmee verso ovest.

### Ritirata dalla sacca

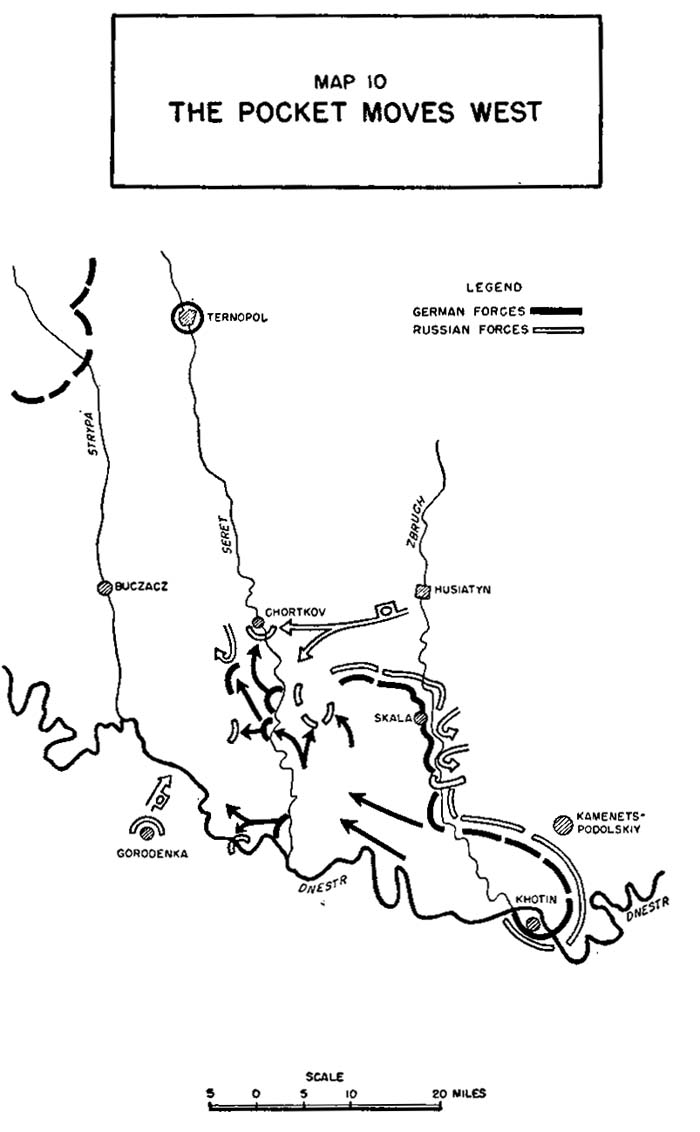
Mappa dell'ultima fase della ritirata della 1. Panzerarmee.

Il maresciallo Žukov si preparava a contrastare il tentativo di ritirata delle forze tedesche accerchiate; egli riteneva che il nemico avrebbe ripiegato verso sud al riparo del Dnestr; il suo servizio informazioni sembrava confermare queste valutazioni. I rapporti riferivano di concentrazioni tedesche a Chotin e di preparativi per attraversare il fiume ed entrare in Romania. Il 29 marzo il comandante del 1° Fronte ucraino diramò ordini urgenti di preparsi a bloccare lo sganciamento tedesco dalla regione di Kamenec-Podol'skij verso Skala e Zališčyky; le truppe accerchiate avrebbero dovuto essere distrutte entro il 31 marzo; la realtà invece era diversa ed entro 24 ore il maresciallo Žukov comprese che la 1. Panzerarmee non andava a sud ma era in movimento per uscire dalla sacca verso ovest.
Nella notte del 28 marzo il generale Hube aveva finalmente dato inizio al movimento di ritirata verso ovest della 1. Panzerarmee, la situazione tattica dell'armata accerchiata era in parte migliorata, mentre la 17. Panzerdivision aveva contrattaccato verso Kamenec-Podol'skij, il LIX Corpo d'armata aveva raggiunto la zona Frampol-Jarmolincy e la  1. Panzerdivision ancora aveva il controllo di Gorodok, le divisioni di avanguardia del "gruppo Mauss" erano già in azione verso ovest. Inoltre il rifornimento per via aerea da parte della Luftflotte 4 del generale Otto Deßloch fu organizzato con una notevole efficienza sotto il controllo del generale Friedrich-Wilhelm Morzik e permise di fornire alle truppe della sacca sufficienti quantità di munizioni e carburante; nonostante le difficoltà climatiche con saltuarie nevicate, gli aerei da trasporto tedeschi continuarono i voli prevalentemente notturni di rifornimento; le truppe tedesche, mancando di viveri, sfruttarono inoltre le risorse locali e macellarono gli animali. 
Il generale Hube mostrò risolutezza e decisione e organizzò con abilità le sue forze mantenendo il controllo della situazione; egli divise le sue forze nel "gruppo Chevallerie" a nord, "gruppo Breith" a sud e "gruppo Gollnik" alla retroguardia e la sacca si mosse con un certo ordine sull'asse est-ovest cercando di ripiegare metodicamente salvando la maggior parte dei materiali e dei mezzi motorizzati. Il 29 marzo 1944 nella parte nord della sacca la 16. Panzerdivision e la 7. Panzerdivision riuscirono a raggiungere il fiume Zbruč e costituire teste di ponte sulla riva destra, mentre la 1. Panzerdivision teneva impegnato il 25º Corpo corazzato sovietico; a sud la 17. Panzerdivision, una divisione fanteria e il kampfgruppe SS "Leibstandarte Adolf Hitler" marciarono verso sud ovest, coperti dalla retroguardia del 46º Panzerkorps che con due divisioni di fanteria e il kampfgruppe SS "Das Reich", trattenne le forze del maresciallo Konev.

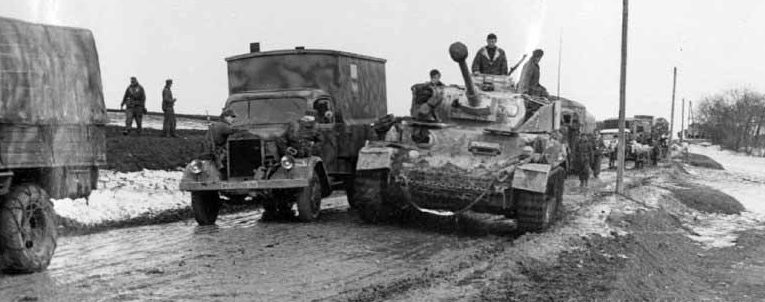
Colonna meccanizzata della 1. Panzerarmee in ritirata.

Il maresciallo Žukov cercò di fermare la ritirata della 1. Panzerarmee, facendo risalire verso nord le unità meccanizzate della 1ª Armata corazzata e della 4ª Armata corazzata che tuttavia si trovavano molto a sud in attesa del previsto sfondamento nemico; il comandante del 1° Fronte ucraino mostrò la consueta, brutale energia per accelerare le operazioni e distruggere la sacca nemica in movimento; il 2 aprile furono inviati anche ripetuti ultimatum di resa alle truppe del generale Hube che tuttavia non ottennero alcun risultato. Le armate sovietiche, intralciate anche dal maltempo, non riuscirono quindi a risalire in tempo a nord del Dnestr per potere sbarrare saldamente le linee dei fiumi Zbruč e Seret. Il 2 aprile la 1. Panzerdivision riuscì con un colpo di mano a conquistare due ponti sul Seret, mentre la 7. Panzerdivision si avvicinò alla strada Czortków-Bučač; il piano di operazioni tedesco per l'ultima fase della ritirata prevedeva che il "gruppo Chevallerie" coprisse a nord la linea del Seret, mentre il "gruppo Breith" a sud avrebbe dovuto proseguire fino al fiume Strypa a Bučač, dove, secondo le comunicazioni del Gruppo d'armate Sud, si sarebbe dovuto collegare con i rinforzi della 4. Panzerarmee.
Il Gruppo d'armate Sud diede inizio alla controffensiva per correre in aiuto della "sacca mobile" del generale Hube il 4 aprile 1944, ma in quella data non era più comandato dal feldmaresciallo von Manstein e aveva anche cambiato denominazione, divenendo il Gruppo d'armate Ucraina Nord. Il 30 marzo infatti Hitler aveva convocato al Berghof i feldmarescialli von Manstein e Ewald von Kleist e, dopo aver affermato che il tempo delle grandi operazioni strategiche era finito e ora era necessario solo resistere sul posto, li aveva entrambi destituiti incaricando al loro posto due alti ufficiali particolarmente tenaci e risoluti: il feldmaresciallo Walter Model prese il posto del feldmaresciallo von Manstein, mentre il generale Ferdinand Schörner sostitui il feldmaresciallo von Kleist al comando del Gruppo d'armate A che divenne Gruppo d'armate Ucraina Sud.

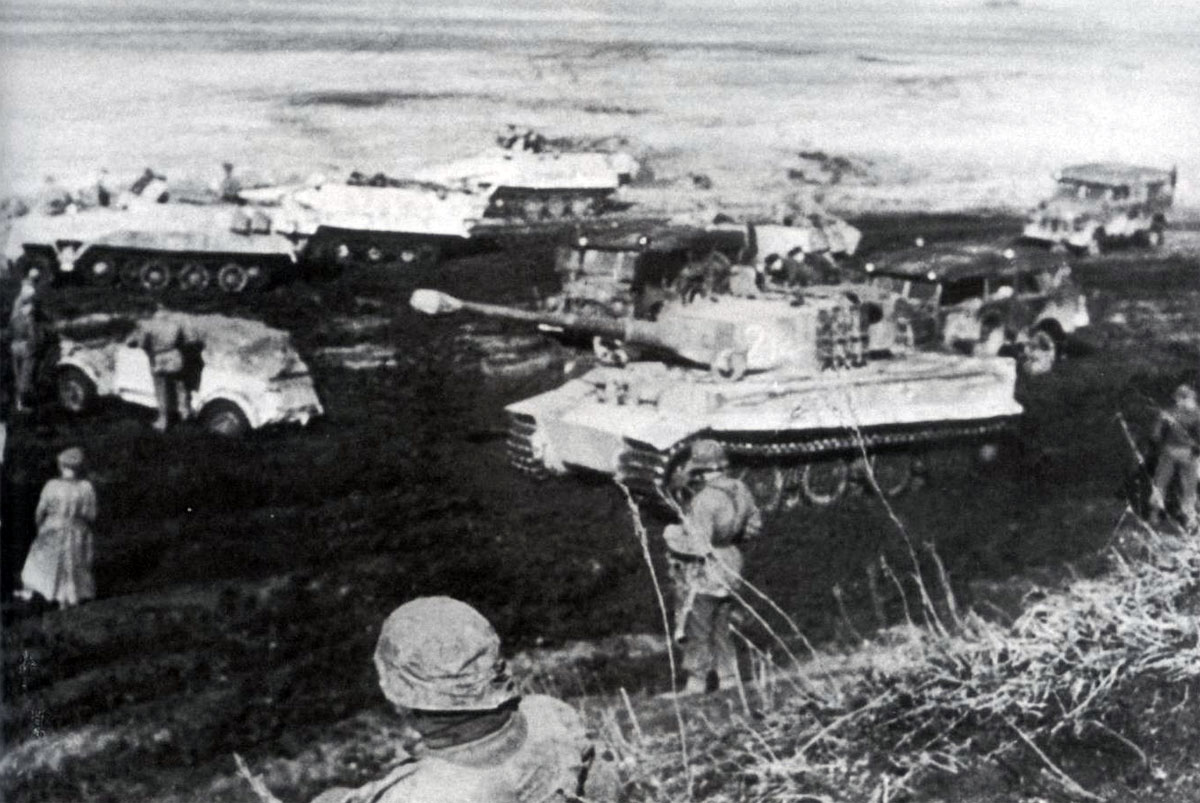
Reparto meccanizzato del II Panzerkorps-SS durante le operazioni dell'aprile 1944.

Il feldmaresciallo Model era un ufficiale esperto e capace; egli organizzò con abilità le forze di soccorso trasferite dalla Francia del II SS-Panzerkorps del generale Paul Hausser, che, dopo aver completato il 3 aprile il trasporto ferroviario fino a Leopoli, il 4 aprile attaccarono e riuscirono a sfondare l'anello esterno sovietico nel settore di Podgajcy, difeso dal 18º Corpo di fucilieri della 60ª Armata. Il 5 aprile, nonostante le difficoltà di movimento a causa del fango, le due divisioni corazzate SS, 10. SS-Panzer-Division "Frundsberg" e 9. SS-Panzer-Division "Hohenstaufen", equipaggiate con circa 200 mezzi corazzati e rinforzati dai resti di un battaglione di carri pesanti, proseguirono verso est e arrivarono a quindici chilometri di distanza dalle avanguardie della 1. Panzerarmee. Il 6 aprile si concluse felicemente la ritirata degli oltre 200 000 soldati tedeschi accerchiati del generale Hube; il giorno precedente i pochi panzer rimasti del "gruppo Breith" avevano respinto l'ultimo attacco del 11º Corpo corazzato delle guardie che il maresciallo Žukov aveva spinto d'urgenza a nord del Dnestr, la 6. Panzerdivision poté quindi nella mattinata raggiungere e occupare Bučač dove alle ore 17.00 del 6 aprile 1944 avvenne il congiungimento con i reparti della 10. SS "Frundsberg"; dopo quindici giorni di battaglie e ritirate in condizioni molto difficili, che avevano estremamente provato le truppe e logorato i mezzi dell'armata, la 1. Panzerarmee era rientrata in contatto con il fronte principale tedesco.
In realtà la battaglia non era ancora finita; i collegamenti erano precari, alcuni reparti erano ancora isolati e i rifornimenti per le truppe scampate erano molto indietro nelle retrovie, solo il 9 aprile poté essere completato il reale congiungimento dell'armata accerchiata con la 4. Panzerarmee; inoltre il maresciallo Žukov cercò ancora per molti giorni di attaccare e ostacolare il consolidamento del fronte tedesco; dopo combattimenti lunghi e logoranti il feldmaresciallo Model riuscì a recupare tutte le truppe della 1. Panzerarmee e costituire un fronte difensivo stabile. Non ebbe successo invece il tentativo tedesco, effettuato a partire dall'11 aprile dai reparti della 9. SS "Hohenstaufen" e da un kampfgruppe rinforzato, di soccorrere la guarnigione assediata da molti giorni a Tarnopol che, dopo accanite battaglie, venne infine distrutta dai sovietici che conquistarono la piazzaforte il 17 aprile 1944.
Questo stesso giorno, Stalin e lo Stavka diedero ordine al 1° Fronte ucraino di arrestare le operazioni offensive e passare sulla difensiva in preparazione della campagna dell'estate 1944.

## Bilancio e conclusione

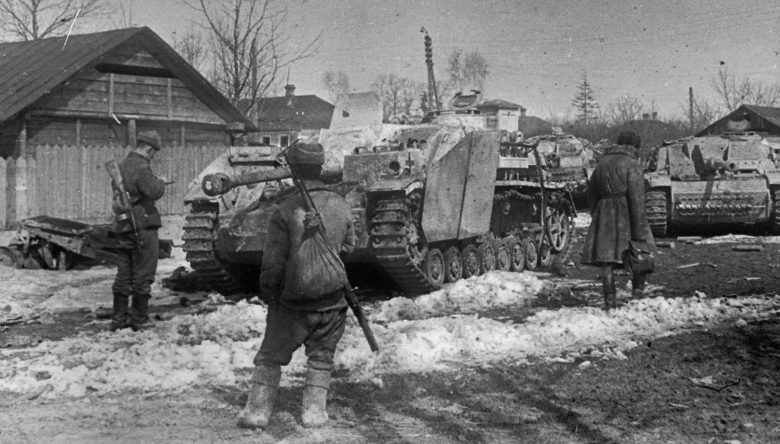
Soldati sovietici esaminano relitti di cannoni d'assalto tedeschi StugIII.

Le truppe tedesche accerchiate nella sacca di Kamenec-Podol'skij riuscirono quindi a sfuggire alla distruzione totale e rientrarono in salvo all'interno del fronte della Wehrmacht all'est dopo una ritirata di 200 chilometri; i reparti mantennero la coesione e salvarono una parte del loro equipaggiamento, completando con coraggio e disciplina una missione di grande difficoltà in una situazione tattica quasi disperata e con condizioni climatiche sfavorevoli. Nonostante questo sorprendente successo, i tedeschi tuttavia subirono pesanti perdite, i soldati uscirono esausti e logorati dalle privazioni della ritirata e l'armata fu costretta ad abbandonare buona parte dei mezzi motorizzati e meccanizzati nella steppa ucraina. Nella storiografia tedesca la battaglia di Kamenec-Podol'skij, denominata anche "battaglia della sacca mobile Hube" o "battaglia della Hube-kessel", è stata considerata tradizionalmente, per il valore delle truppe e la salvezza finale della 1. Panzerarmee, un successo strategico della Wehrmacht e una brillante dimostrazione delle capacità di comando dei generali tedeschi. L'artifice principale della ritirata, il generale Hans Hube, sarebbe perito pochi giorni dopo la battaglia, il 21 aprile 1944, in un incidente aereo di ritorno da una visita ad Hitler al Berghof.

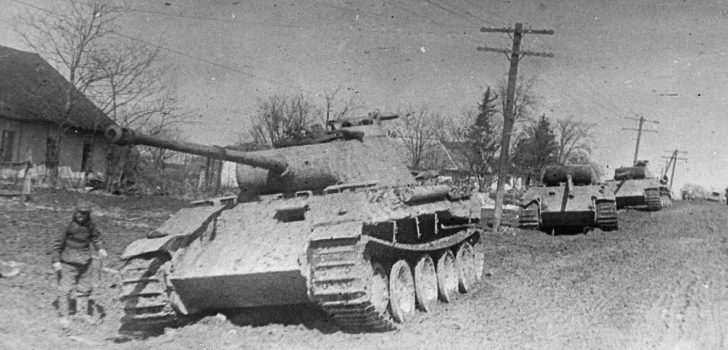
Tre carri armati tedeschi Panzer V Panther abbandonati.

Hitler apparentemente, dopo la destituzione dei feldmarescialli von Manstein e von Kleist, riprese fiducia sull'andamento delle operazioni della Wehrmacht al Fronte orientale; considerò un successo la battaglia di Kamenec-Podol'skij e l'organizzazione di piazzeforti (Festungen Platze) a Tarnopol e Kovel'; il 2 aprile 1944 aveva diramato la sua direttiva N. 7 in cui affermava che "l'offensiva russa è giunta alla sua parabola discendente", che il nemico era completamente logorato e che era giunto il momento di "fermarlo definitivamente". Il dittatore tedesco descriveva in dettaglio la nuova linea del fronte est che avrebbe dovuto essere difesa ad oltranza con l'aiuto anche dell'Ungheria, che dal 19 marzo 1944 i tedeschi avevano occupato per impedirne la defezione, e della Romania, che si trovavano ormai esposte all'invasione sovietica. Nelle successive settimane tuttavia le previsioni di Hitler sarebbero svanite di fronte all'offensiva sovietica in Crimea. 
La storiografia sovietica invece minimizza la delusione per la mancata distruzione delle truppe tedesche accerchiate e sottolinea i grandi risultati complessivi raggiunti dal 1° Fronte ucraino del maresciallo Georgij Žukov nella sua offensiva di marzo 1944; le armate corazzate sovietiche avanzarono fino a 300 chilometri in profondità, liberarono tutta l'Ucraina occidentale e decimarono le forze tedesche nel settore meridionale del Fronte orientale; almeno venti divisioni della Wehrmacht, tra cui le migliori Panzerdivision, subirono perdite superiori al 50% dei loro effettivi. Il maresciallo Žukov nelle sue memorie ammette che venne sorpreso dalla manovra tedesca verso ovest, ma afferma che le perdite del nemico furono elevatissime, metà degli effettivi, e quasi tutta l'artiglieria e i mezzi motorizzati. Di fatto il maresciallo Žukov non riuscì a accerchiare e distruggere il grosso del Gruppo d'armate Sud, ma le sue armate raggiunsero ugualmente risultati strategici decisivi arrivando fino ai piedi dei Carpazi e superando in velocità grandi fiumi come il Dnestr e il Prut che avrebbero potuto costituire ostacoli difficili per l'avanzata dell'Armata Rossa. Il fronte raggiunto dal maresciallo Žukov si estendeva dalla Galizia a nord, alla Bucovina e alla Rutenia a sud, mentre sulla sua sinistra il maresciallo Konev era giunto in Bessarabia, dopo aver superato a sua volta il Prut, e il generale Malinovskij, che il 10 aprile aveva liberato Odessa, arrivava alle porte della Moldavia e della Romania. 
Stalin tuttavia perseguiva tenacemente ulteriori obiettivi strategici e politici; mentre controllava le operazioni in corso per la riconquista della Crimea, il dittatore sovietico autorizzava il temporaneo passaggio sulla difensiva dell'Armata Rossa nel settore meridionale del Fronte orientale ma studiava con lo Stavka e i suoi generali il nuovo, grandioso, piano di operazioni per la campagna d'estate 1944 che avrebbe portato i suoi eserciti nel cuore dell'Europa e dei Balcani.